# Eupithecia koreaica
Eupithecia koreaica là một loài bướm đêm trong họ Geometridae.